# آلن گلدبرگ (قاضی)
آلن گلدبرگ (انگلیسی: Alan Goldberg; ۷ اوت ۱۹۴۰ – ۲۳ ژوئیهٔ ۲۰۱۶) سیاست‌مدار اهل استرالیا بود.
وی همچنین برندهٔ جوایزی همچون برنامه فولبرایت شده‌است.